# Gastrolobium formosum
Gastrolobium formosum là một loài thực vật có hoa trong họ Đậu. Loài này được (Kippist ex Lindl.) G. Chandler & Crisp mô tả khoa học đầu tiên năm 2002.